# 悲喜漁生
《悲喜漁生》是一部由NUT製作的日本原創釣魚類型電視動畫。2024年7月30日宣布製作，於10月到12月播放。

## 簡介
只剩下兩年生命並且負債累累的佐佐木常宏，在被被追債人追捕的時候不慎落入水中，被一群釣魚佬救了起來，在他們的鼓舞下嘗試了第一次的釣魚。在失去住所的時候，貴明為他提供住所以及打工的地方。常宏現在在名為‘Everymart’的便利店上班。在與這群釣魚佬相處的過程中，逐漸愛上釣魚的故事。

## 角色列表
佐佐木常宏（聲：岩中睦樹）
大學生。被醫生宣告只剩下兩年壽命。因為炒股失敗和玩老虎機而負債累累。對生活失去希望。在被追債人追捕時掉入海中被一群釣魚佬所救，並被他們鼓舞釣上了人生第一條魚。雖然討厭釣魚。但在與他們相處的過程中，逐漸喜歡上了釣魚。在名為Everymart的便利店上班。
鮎川花（聲：菲魯茲·藍）
高中生。釣魚佬中的一員。非常喜歡釣魚。對討厭釣魚的常宏十分熱心的指導並告訴他釣魚的樂趣。目前住在Everymart。
躑躅森貴明（聲：石川界人）
釣魚佬中的一員。性格十分外向，十分關心他人。對剛認識沒多久的常宏十分友好。在常宏困难的時候伸出援助的手，並讓他住在自己的家裡。
西森梢（聲：土屋李央） 
釣魚佬的一員。在Everymart上班。和常宏一樣是釣魚新手。性格十分友好和誰都可以成為朋友。
町田（聲：土田大）
Everymart的店長。和花一樣十分喜歡釣魚。在聽到常宏說“討厭釣魚”的時候立馬採用了，希望能夠在他們出去釣魚的時候值班。
藤代（聲：菅原正志）
Everymart的店員。釣魚佬的一員。
艾絲（聲：戶松遙）
喜歡动画和漫画並且是個coser的泰國人。常宏的同事。釣魚佬的一員。阿魯亞的姊姊。
阿魯亞（聲：廣瀨裕也）
艾絲的弟弟。常宏的同事。釣魚佬的一員。留學生。經常用釣到的魚來製作料理給大家吃。

## 製作人員
- 原作：悲漁企劃
- 導演：上村泰
- 系列構成、劇本：鈴木智尋
- 人物設定、總作畫監督：谷口宏美
- 道具設計：月田文律、谷口宏美
- 美術監督：市倉敬
- 美術設計：藤瀬智康
- 色彩設計：垣田由紀子
- CG導演：
- 攝影監督：頓所信二
- 剪輯：神宮司由美
- 音響監督：岩浪美和
- 音樂：菊谷知樹
- 音樂製作：KADOKAWA
- 動畫制作：NUT
- 製作：「悲喜漁生」製作委員会

## 主題曲
片頭曲
演唱：Van de Shop，作詞：栗山夕璃，作曲、編曲：Van de Shop
第1、4、10話未使用
片尾曲
演唱：96猫，作詞、作曲、編曲：設樂哲也
第1、7話未使用

## 各話列表
| 話數   | 標題           | 分鏡                                | 演出               | 作畫監督                                                                    | 首播日期       |
| ------ | -------------- | ----------------------------------- | ------------------ | --------------------------------------------------------------------------- | -------------- |
| 第1話  | 頹喪的釣魚新人 | 上村泰、谷口宏美                    | 上村泰             | 谷口宏美                                                                    | 2024年 10月3日 |
| 第2話  | 泳池垂釣       | 川尻健太郎                          | 川尻健太郎         | 緒方步惟、三島詠子                                                          | 10月10日       |
| 第3話  | 留戀           | 山本貴之、末田宜史、 松原聰、三浦慧 | 山本貴之           | 南井尚子、三好和也、緒方步惟、三島詠子                                      | 10月17日       |
| 第4話  | 釣魚很難？     | 松原聰                              | 松原聰             | 南井尚子、三好和也                                                          | 10月24日       |
| 第5話  | 敗家的釣魚者   | 室井富美江                          | 室井富美江         | 日向正樹、永田大樹                                                          | 10月31日       |
| 第6話  | 泰愛鯛         | 三浦慧                              | 三浦慧             | 東亮太、中山見都美                                                          | 11月7日        |
| 第7話  | 何方神聖？     | 柴田匠                              | 福島利規、岩田和也 | 田中穰、武內啓、阿行大輔、、 荒川奈津、西村千春、TripleA、Revival、 RadPlus | 11月14日       |
| 第8話  | 父子與成長     | 松原聰                              | 松原聰             | 南井尚子、三島詠子、緒方步惟、三好和也                                      | 11月21日       |
| 第9話  | 炖锅派对       | 青木弘安                            | 三浦慧             | Lee Gwan Woo、Kim Kyung Ho、 Kim Jong Bum、Lee Kyung Soon                   | 11月28日       |
| 第10話 | 常宏與貴明     | 川尻健太郎、栗田新一                | 川尻健太郎         | 栗田新一                                                                    | 12月5日        |
| 第11話 | 必須對他說     | 柴田匠                              | 柴田匠             | 南井尚子、三好和也、緒方步惟、 三島詠子、栗田新一、東亮太、梁博雅           | 12月12日       |
| 第12話 | 悲喜漁生       | 柴田匠、藤井俊郎、 上村泰、末田宜史 | 山本貴之、梅本駿平 | 南井尚子、緒方步惟、三島詠子、 栗田新一、東亮太、梁博雅、三好和也           | 12月19日       |

## 播映平台
| 播放日期               | 播放時間（UTC+9）            | 播放電視台 | 播放地區 | 備註            |
| ---------------------- | ---------------------------- | ---------- | -------- | --------------- |
| 2024年10月3日—12月19日 | 星期四 22:00–22:30           | AT-X       | 日本全域 | CS放送/字幕放送 |
|                        | 星期四 22:30–23:00           | TOKYO MX   | 東京都   |                 |
|                        |                              | KBS京都    | 京都府   |                 |
| 2024年10月4日—12月20日 | 星期五 0:30–1:00(星期四深夜) | SUN電視台  | 兵库县   |                 |
|                        | 星期五1:00–1:30(星期四深夜)  | BS日視     | 日本全域 | BS/BS4K放送     |

| 播映地區         | 播映平台 | 播映日期               | 播映時間             | 備註  |
| ---------------- | -------- | ---------------------- | -------------------- | ----- |
| 中國大陸         | bilibili | 2024年10月3日—12月19日 | 星期四 21：00(UTC+8) | [ 6 ] |
| 香港、澳門、台灣 | bilibili | 2024年10月3日—12月19日 | 星期四 21：00(UTC+8) | [ 7 ] |

## 外部連結
- 官方的X（前Twitter）（日語）
- 電視動畫官方網站（日語）